# Husainia hovanus
Husainia hovanus es una especie de coleóptero de la familia Anthicidae.

## Distribución geográfica
Habita en Madagascar.